# Greensboro (Indiana)
Greensboro è un comune degli Stati Uniti d'America, situato nello Stato dell'Indiana, nella contea di Henry.